# M1897 75mm野砲
M1897 75mm野砲（仏: Canon de 75 modèle 1897）は、フランスが1897年に採用した口径75mmの野砲である。
M1897は、しばしば“シュナイダー M1897”と呼ばれるが、フランスの国営兵器工廠が製造しておりシュナイダー社は開発に関与していないため、シュナイダー社が設計したM1912 75mm野砲やM1914 75mm野砲とは直接には関係ない。M1912やM1914はM1897用の砲弾と薬莢が使用可能であり、M1897よりも小型軽量であるが構造が複雑であった。

## 概要

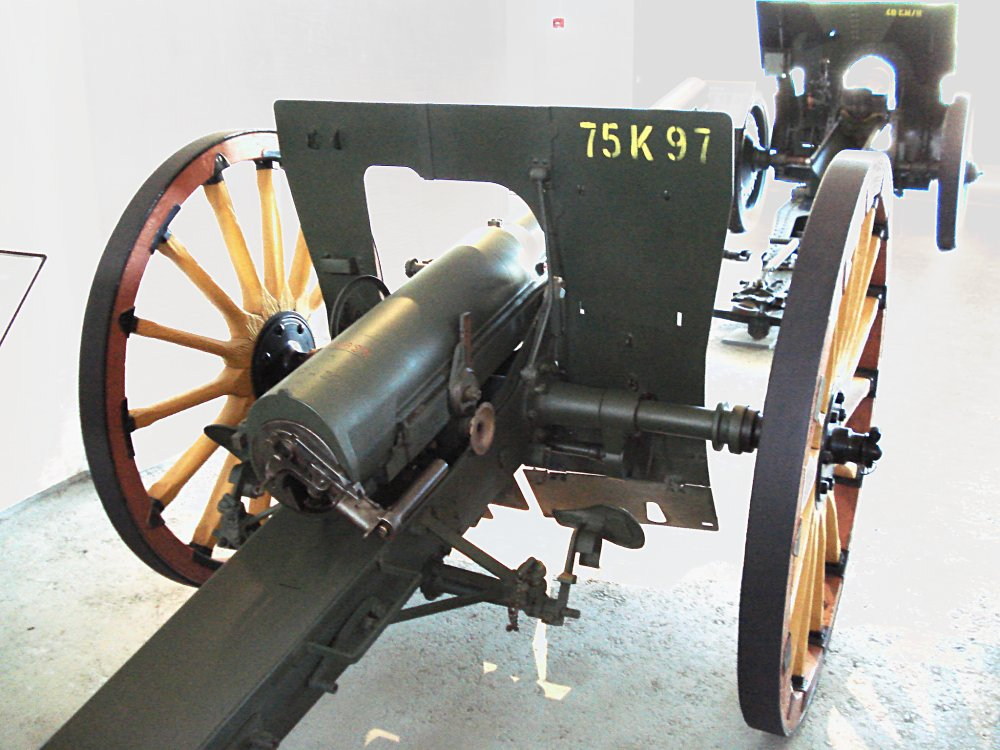
後部から見たM1897野砲

世界で初めて液気圧式駐退復座機を搭載した大砲の一大革命児であり、既存の火砲と比較して飛躍的に連射速度が向上した。製造国のフランスをはじめとしてアメリカやポーランドなどが採用し、第一次世界大戦から第二次世界大戦にかけて用いられた。
M1897野砲の特徴は、駐退復座機を装備したというこの一点こそが最大の特徴である。それまでの臼砲を除く野戦用火砲は砲撃を行うたびに反動で砲が後ろに下がるので、砲撃を行うつど砲を元の位置に戻して照準の再調整を行う必要があったため、実質的な連射速度は1分当たり2発が限界であった。
しかしM1897は、駐退復座機を装備したことにより、砲撃時に砲身だけが後ろに下がることで砲架にかかる反動を軽減させて砲全体が後退することを防いでいる。これによって砲撃を続けている間に砲の位置を元に戻したり（標的を変えない限り）照準を再調整したりする必要も無くなり、連射速度は1分当たり15発にまで上昇したので、味方の歩兵部隊に対して、より濃密な火力支援を行うことが可能となった。
この砲が開発された後、世界各国で駐退復座機を搭載した火砲の開発が盛んになり、5年後の1902年にはドイツのクルップ社も独自に設計した液圧駐退・バネ復座式の駐退復座機を開発し、自社製の火砲に採用すると共にラインメタル社や日本、イギリスなどにも売り込んだ。バネ復座式は性能的には気圧復座式と大差無いが容積と重量がかさばるため、第二次世界大戦ごろにはドイツ製の火砲も液気圧式駐退復座機を搭載するようになった。
閉鎖機は隔螺式を採用している。砲架については単脚式であるため、水平射角は左右3°ずつに過ぎない。仰角も18°程度しか取れないため、砲手から直接目視できない目標を砲撃する間接照準砲撃は行えないなど、まだまだ第一次世界大戦以前の型であることは否定できなかった。
砲弾は開発当初、榴弾と榴散弾、散弾のみが用意されていたが、1910年には、海軍の75 mm艦砲用の「1908年式徹甲弾」を改造転用した「1910年式徹甲弾」が用意されている。
第一次大戦中には、マスタードガスやホスゲンガスなどを充填した毒ガス弾も使用されるようになった。
1916年には、榴弾の頭部に慣性信管と装甲栓をねじ込んだ構造の、「AL R/2徹甲弾」が用意されている。
第二次世界大戦中の1940年には、エドガー・ブラント社が弾芯径58 mmの装弾筒付徹甲弾を試作している。

## 開発
1890年、ドイツのクルップ社が駐退復座機を搭載した野砲の開発に着手したと考えたフランスは、自らも駐退復座機を備えた野砲の開発を開始した。1894年には試作品が完成したが、気圧式復座機構の気圧の維持が難しく、改良を必要とした。1896年に実用に耐える駐退復座機が完成し、それを取り付けた砲身と砲架が設計された。さらには野戦での運用を容易にするための照準器とニッケル鋼板の防盾も取り付けられ、1898年3月28日に制式採用された。
第一次世界大戦直前の1913年には、大仰角を取れるように再設計された砲架に搭載されたモデルが開発され、これは4輪の自動車に搭載されて“Auto-canon de 75 modèle 1913”の名称で自走高射砲（高角砲）として使用された。

## 運用

### フランス
第一次世界大戦勃発当時には、フランス陸軍の主力野砲となっていた。しかし、戦争が塹壕戦に移行すると、75mm砲弾では塹壕の構築物を破壊するには威力不足であったため、M1897は主に直接照準による機銃座の破壊や、榴散弾の曳火砲撃と毒ガス弾の投射による塹壕内の兵員殺傷に使われるようになった。また、サン・シャモン突撃戦車の主砲としても使用された。
第一次大戦が終わったのちもM1897はフランス軍で長い間使用され続け、一部は開脚式砲架を備えた対戦車砲仕様に改修されたほか、その他の砲も木製車輪をゴムタイヤに取り換えている。1940年のナチス・ドイツのフランス侵攻でもドイツ軍相手に使用されたが、フランスの敗北によりヴィシー政権軍に残されたもの以外はすべてドイツ軍に接収された。

### アメリカ合衆国

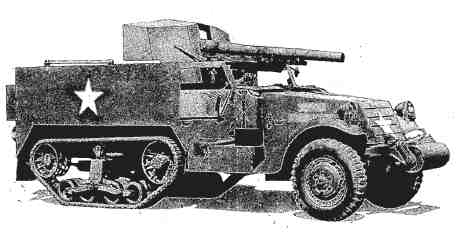
М3 75mm対戦車自走砲

第一次世界大戦参戦時にフランスから急遽1,900門を導入し、その後はアメリカ国内でライセンス生産が行われた。第一次大戦後も長く使われたが、野砲としては1940年から、より大口径・長射程・高汎用性をもつ自国製のM2A1 105mm榴弾砲に更新されて退役した。
M1897野砲をM3ハーフトラックの荷台に搭載したM3 75mm対戦車自走砲が開発され、アメリカ軍の初期の戦車駆逐車として北アフリカ戦線やイタリア戦線、太平洋戦線で使用されている。
75mmM2/M3戦車砲はしばしばM1897ベースとされているが、実際には発展型ではなく弾薬の互換性があるT2/T3高射兼野砲やT26GMCにも車載されたT6高射砲といった試作砲の流れを汲んでいる。また、75mmM5/M6戦車砲はB-25G/Hに搭載された75mmM4/T13E1を車載用に改造したものである。

### ポーランド
独立後のポーランド・ソビエト戦争時にフランスから軍事援助の一環として供与され、ロシア帝国から分離独立時に接収したM1902 76mm野砲と共にソ連赤軍との戦闘で使用された。1939年のポーランド侵攻時にも1,374門を保有しており、ドイツ軍や赤軍に対して使用したが、多数がドイツに鹵獲され、ドイツ軍で運用された。

### ナチス・ドイツ

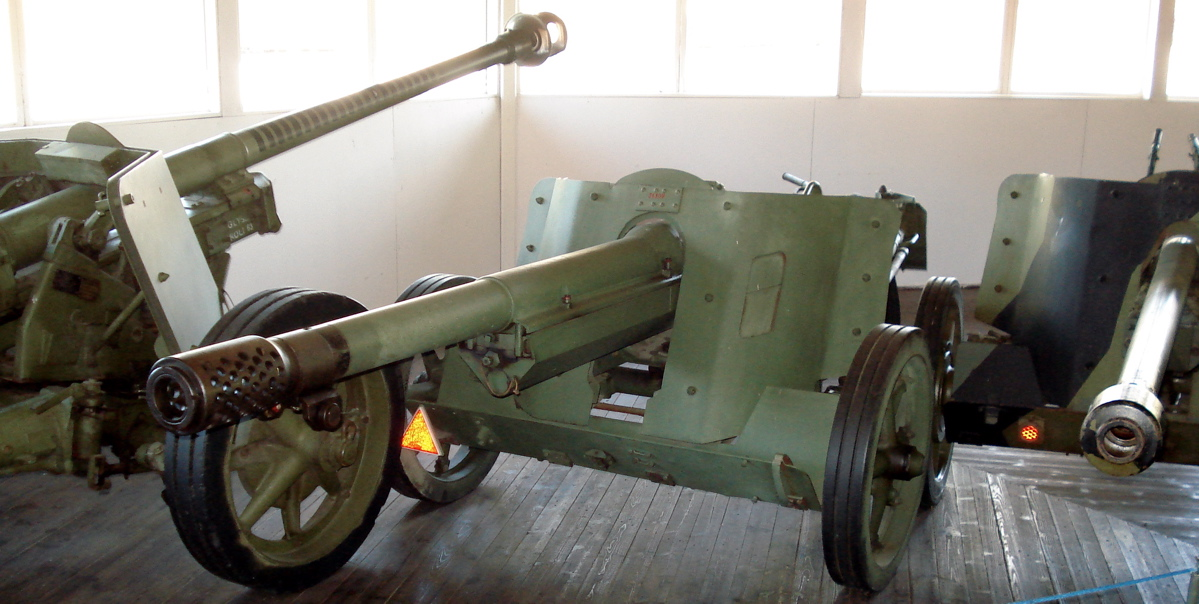
7.5 cm PaK 97/38

ドイツ軍は、ポーランド侵攻や西方電撃戦（オランダ侵攻・フランス侵攻）において、ポーランドやフランスが保有していた多数のM1897野砲を鹵獲した。ポーランドで鹵獲したものには7.5 cm F.K.97(p)、フランスで鹵獲したものには7.5 cm F.K.231(f)の制式名称を付けて運用した。

#### 7.5 cm PaK 97/38
1941年のバルバロッサ作戦によるソ連侵攻（独ソ戦）において、ドイツ軍の主力対戦車砲である3.7 cm PaK 36や5 cm PaK 38がソ連軍のT-34中戦車やKV-1重戦車に対してほとんど歯が立たず、7.5 cm PaK 40の数が揃うまでのピンチヒッターとしてM1897野砲に白羽の矢が立った。
水平射角を確保するために5 cm PaK 38の砲架と組み合わせるなどの改良を加えた7.5 cm PaK 97/38に改修されたM1897は、成形炸薬弾を用いればT-34をあらゆる方角から撃破可能であり、KV-1に対しても側面や背面の装甲なら貫通可能なため、初期には重宝された。しかし、7.5 cm PaK 40や7.62 cm PaK 36(r)と比べて初速が低く徹甲弾の威力が低い上に砲弾の互換性も無かった。しかも、組み合わせた砲架は本来50mm砲のために用いられるものであったため、75mm砲の反動を受け止めるには自重が不足しており、据わりの悪さと弾速の低さで距離500m以上だと射撃精度が明らかに低下した。
このため、7.5 cm PaK 40の数が十分に揃うと東部戦線から引き上げられてフランスに移され、大西洋の壁に配備されたり、東欧の同盟軍へ引き渡された。
また、国民擲弾兵師団の砲兵連隊に配備されたケースもあった。

## 諸元・性能
諸元
- 種別: 野砲
- 口径: 75mm
- 砲身長: 2,700mm（36口径）
- 重量: 1,544kg
- 砲員数: 6名

性能
- 俯仰角: -11°~+18°
- 旋回角: 左右6°
- 初速: 500m/s
- 有効射程: 8,550m（榴弾）/ 6,800m（榴散弾）
- 発射速度: 15発/分（最大）

砲弾・装薬
- 弾薬:
- 砲弾: 75x350mmR

運用史
- 開発国:  フランス
- 生産期間: 1897年-1940年?
- 生産総数: 21,000門以上

## 登場作品
『R.U.S.E.』
フランスの榴弾砲として登場。
『War Thunder』
アメリカ陸軍におけるランクI兵器であるM3 75mm対戦車自走砲にM1897A4として搭載されている。